# نابليون (الأمير الإمبراطوري)
نابليون، الأمير الإمبراطوري (بالفرنسية: Louis-Napoléon Bonaparte)‏ (الاسم الكامل: نابليون يوجين لويس جان جوزيف بونابرت، الأمير الإمبراطوري؛ 16 مارس 1856 - 1 يونيو1879)، والمعروف أيضًا باسم لويس نابليون بونابرت، كان الطفل الوحيد للإمبراطور نابليون الثالث وزوجته، يوجين دي مونتيجو. بعد أن خُلع والده عن العرش في عام 1870، انتقل مع عائلته إلى إنجلترا. عند وفاة والده في يناير 1873، أُعلن من قبل جماعة البونابرتية على أنه نابليون الرابع إمبراطور الفرنسيين.
في إنجلترا، تدرّب كجندي. متحمسًا للعمل، نجح في الضغط على البريطانيين للسماح له بالمشاركة في الحرب الإنجليزية الزولوية. في عام 1879، خدم مع القوات البريطانية وقُتل في مناوشة مع مجموعة من الزولو. أدى موته المبكر إلى صدمة في جميع أنحاء أوروبا، حيث كان أمل الأسرة الحاكمة الأخير الجاد في استعادة آل بونابرت لعرش فرنسا.

## السيرة الذاتية
وُلد في باريس وعُمّد في 14 يونيو 1856 في كاتدرائية نوتردام. كان عرّابه البابا بيوس التاسع، الذي كان ممثله الكاردينال باتريزي رسميًا. كانت عرّابته هي ابنة يوجين دو بوارنيه، جوزفين، ملكة السويد، والتي كانت تمثلها الدوقة الكبرى ستيفاني بادن.
كانت بداية تعليمه خاطئة بإشراف المؤرخ الأكاديمي فرانسيس مونير، ليصبح منذ عام 1867 تحت إشراف الجنرال الحاكم فروسارد وبمساعدة أوغسطين فيلون كمدرّس. أوصت الملكة فيكتوريا بمربّية إنجليزية، الآنسة شو، والتي علّمت الأمير اللغة الإنجليزية منذ سن مبكرة. احتل خادمه كزافييه أولمان وصديقه الملازم له لويس كونو مكانةً بارزةً في حياته. عُرف الأمير الشاب بلقب «لولو» في دائرة عائلته.
عند اندلاع الحرب الفرنسية البروسية في الفترة ما بين 1870 و1871، رافق والده إلى المقدمة وتعرّض لإطلاق النار في ساربروكن. عندما بدأت الحرب ضد الجيش الإمبراطوري، أرسله والده إلى الحدود مع بلجيكا. في سبتمبر، أرسل له رسالة للعبور إلى بلجيكا. سافر من هناك إلى إنجلترا، ووصل في 6 سبتمبر حيث انضم إليه والدَيه وأُلغيت الإمبراطورية الثانية. استقرت العائلة في إنجلترا في كامدن بلايس في تشيسليهرست بولاية كينت. عند وفاة والده، أعلن البونابرتيون أنّه نابليون الرابع. في عيد ميلاده الثامن عشر، تجمع حشد كبير ليهتفوا له فرحًا في كامدن بلايس.
حضر الأمير الإمبراطوري محاضرات ابتدائية في الفيزياء في كلية الملك في لندن. في عام 1872، تقدم بطلب وقُبل في الأكاديمية العسكرية الملكية في وولويتش. احتل المركز السابع في صفّه المكون من أربعة وثلاثين طالبًا، وتصدر قائمة ركوب الخيل والمبارزة. ثم خدم لفترة مع المدفعية الملكية في ألدرشوت.
خلال سبعينيات القرن التاسع عشر، كان هناك بعض الأحاديث عن زواج بينه وبين ابنة الملكة فيكتوريا الصغرى، الأميرة بياتريس. قيل إنّ فيكتوريا تعتقد أيضًا أنه سيكون من الأفضل «لسلام أوروبا» إذا أصبح الأمير إمبراطور فرنسا. ظل الأمير كاثوليكيًا متدينًا، واحتفظ بالآمال في أن تنتصر القضية البونابرتية في نهاية المطاف في حال فشل الجمهورية الثالثة العلمانية. أيّد تكتيكات يوجين روهر عن تلك التي قام بها فيكتور، أو ما يُعرف بالأمير نابليون، وابتعد عن فيكتور في عام 1876.
مع اندلاع الحرب الإنجليزية الزولوية في عام 1879، أجبر الأمير الإمبراطوري، برتبة ملازم، الجيش البريطاني على السماح له للمشاركة في الصراع رغم اعتراضات روهر وغيرهم من البونابرتيين. لم يُسمح له سوى بالذهاب إلى إفريقيا بعد توسّل والدته الإمبراطورة أوجيني وبتدخل من الملكة فيكتوريا نفسها. ذهب كمراقب مرتبط بفوج فريدريك ثيسيجر، أو بارون تشيلمسفورد الثاني القائد في جنوب إفريقيا، والذي نُصح للعناية به. رافق لويس تشيلمسفورد في زحفه إلى زولولاند. كان متحمّسًا للعمل ومفعمًا بالحماس، ولكنّه حُذّر من قبل الملازم آرثر بريج، وهو صديق مقرب، على «عدم القيام بأي شيء متسرع وتجنُّب التعرض لمخاطر غير ضرورية. ذكَّرتُه بالإمبراطورة في المنزل وجماعته في فرنسا».
ضمّ تشيلمسفورد، المُدرك لواجبه، الأمير إلى فوج الكولونيل ريتشارد هاريسون من المهندسين الملكيين، حيث شعر أنّه يمكن أن يكون نشطًا وبأمان. كان هاريسون مسؤولًا عن نقل الطابور وعن استكشاف الطريق الأمامي في الطريق إلى أولوندي، عاصمة الزولو. رحّب تشيلمسفورد بوجود لويس وأخبره أنه يجب عليه أن يُرافق الأمير في كل الأوقات بحراسة مشددة. كُلّف الملازم جليل برينتون كاري، المتحدث باللغة الفرنسية وأحد الرعايا البريطانيين من غيرنسي، بمهمة خاصة من لويس. شارك الأمير في العديد من مهام الاستطلاع، رغم أنّ توقه للتحرك كاد أن يودي به إلى كمين مبكر عند تجاوزه الأوامر في فوج الكولونيل ريدفر بولر. على الرغم من ذلك، في مساء يوم 31 مايو 1879، وافق هاريسون على السماح للويس بالاستكشاف في الفوج الأمامي المقرر أن يغادر في الصباح، باعتقاد خاطئ أنّ الطريق إلى الأمام كان خاليًا من مناوشات الزولو.

## معرض صور

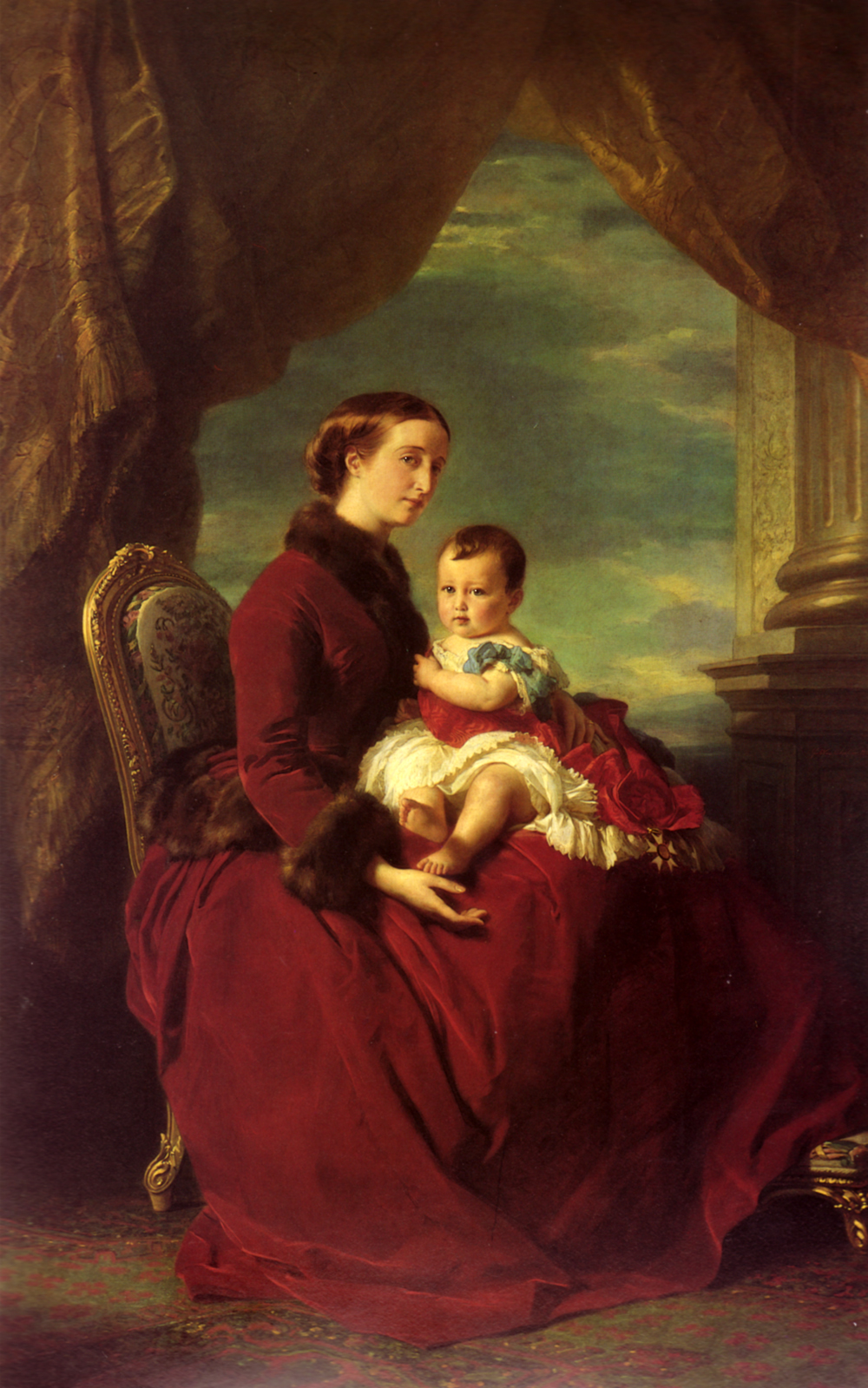
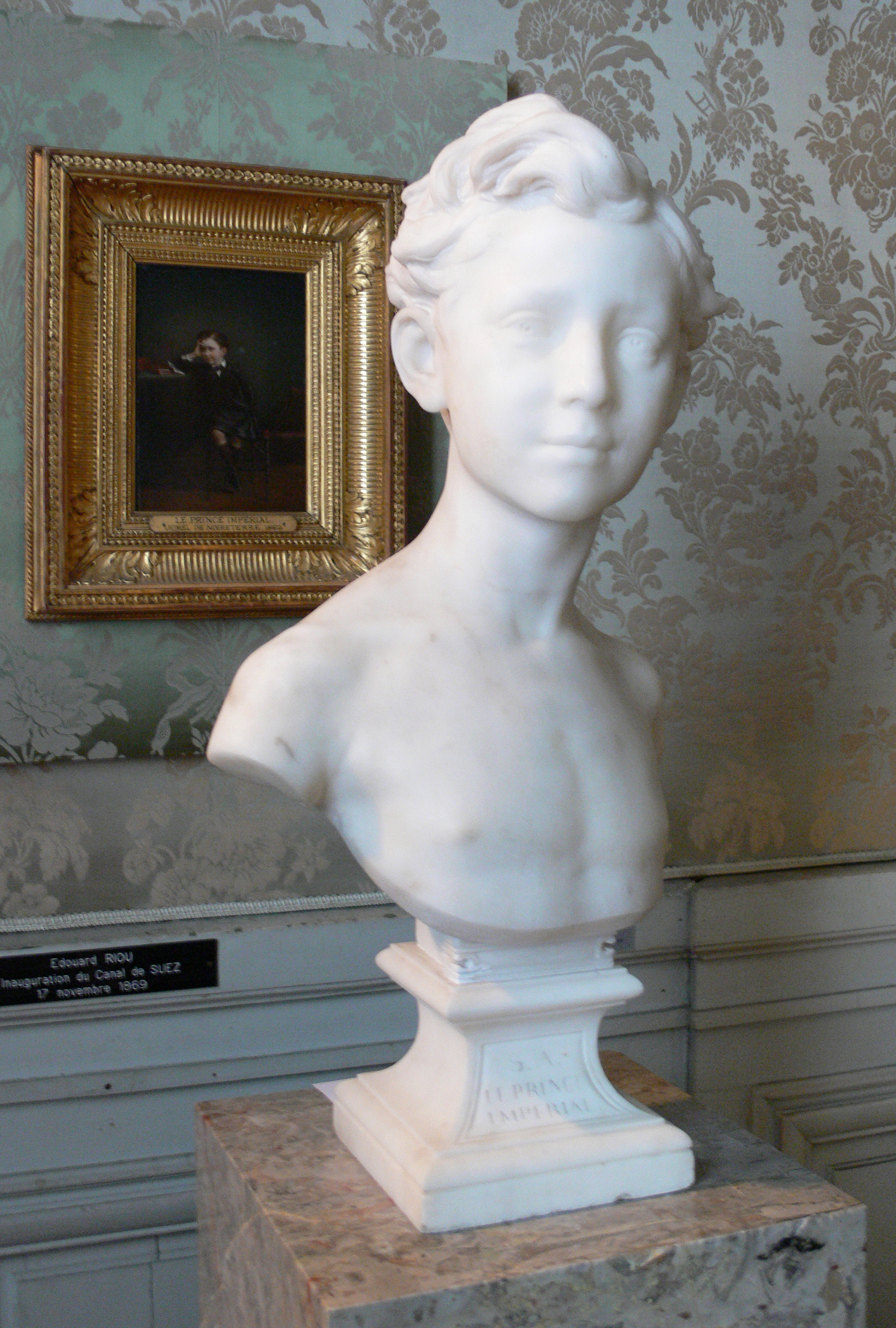
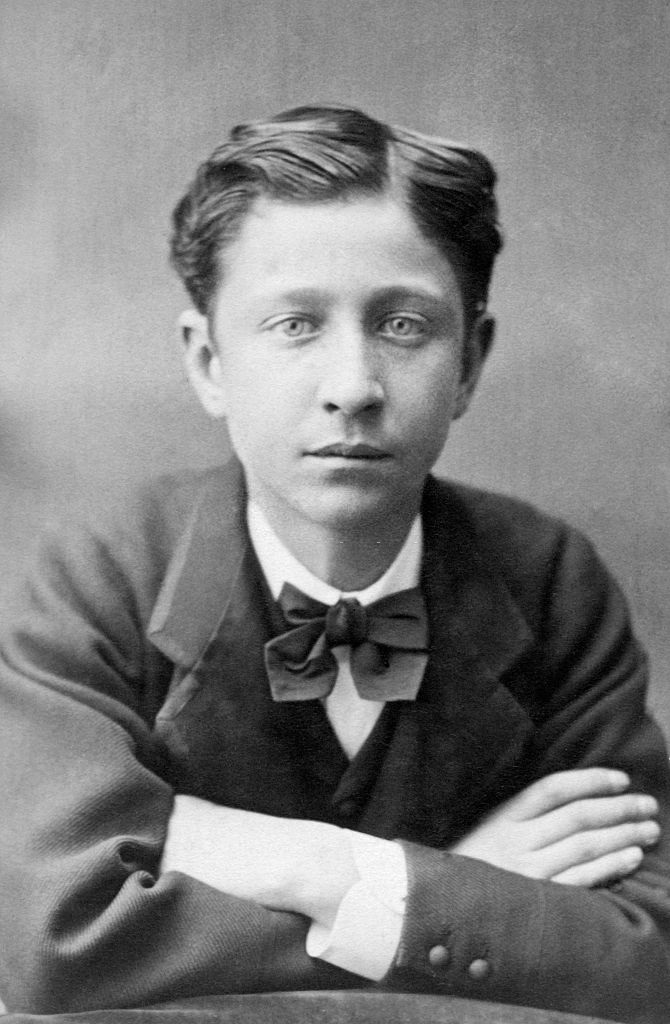
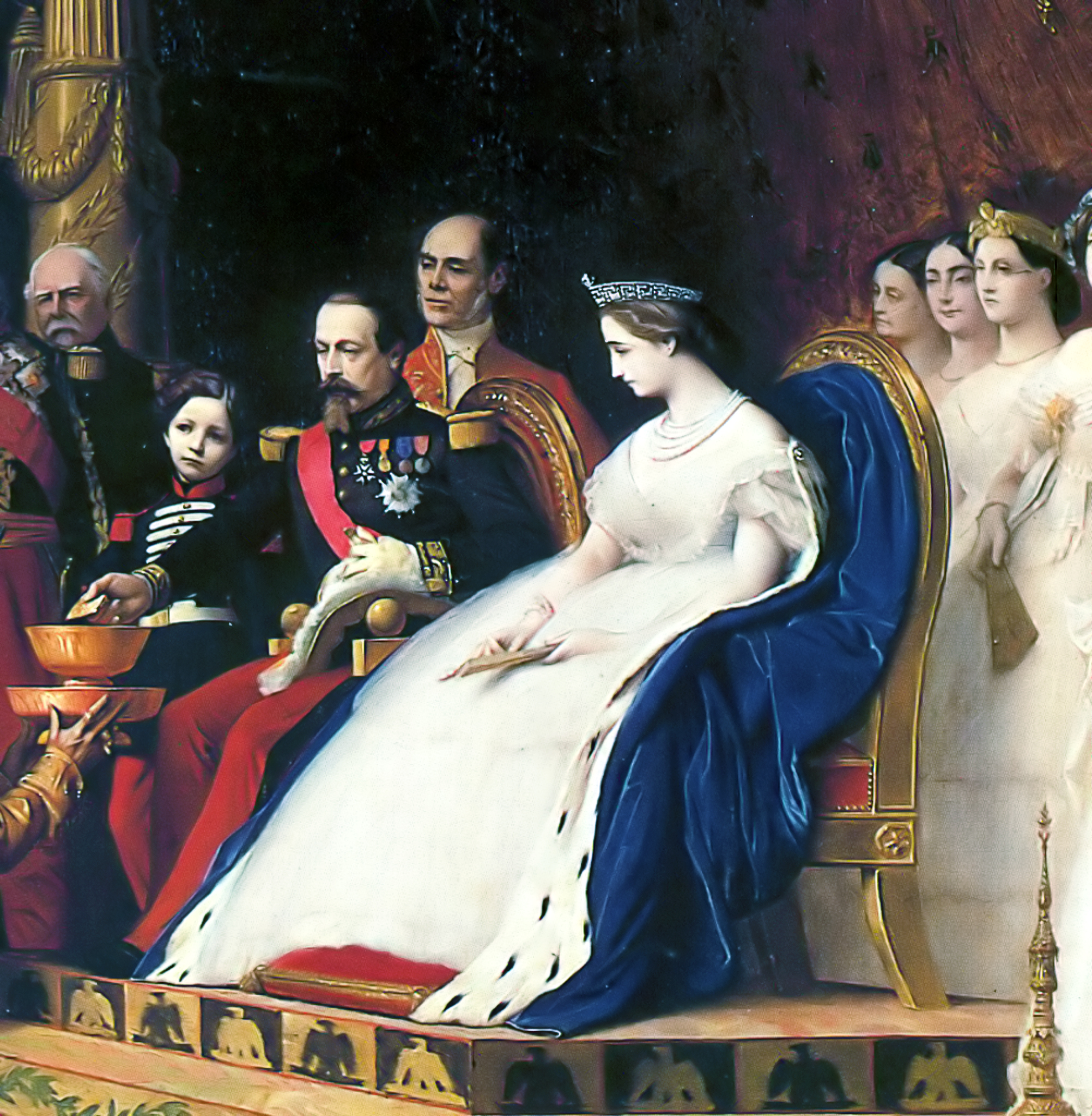
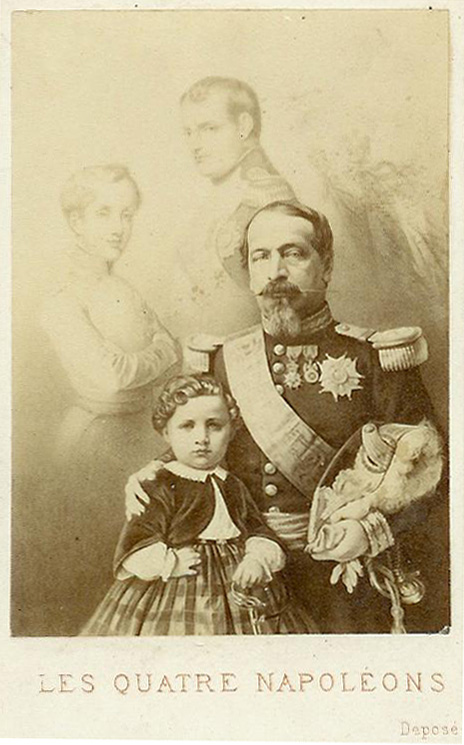
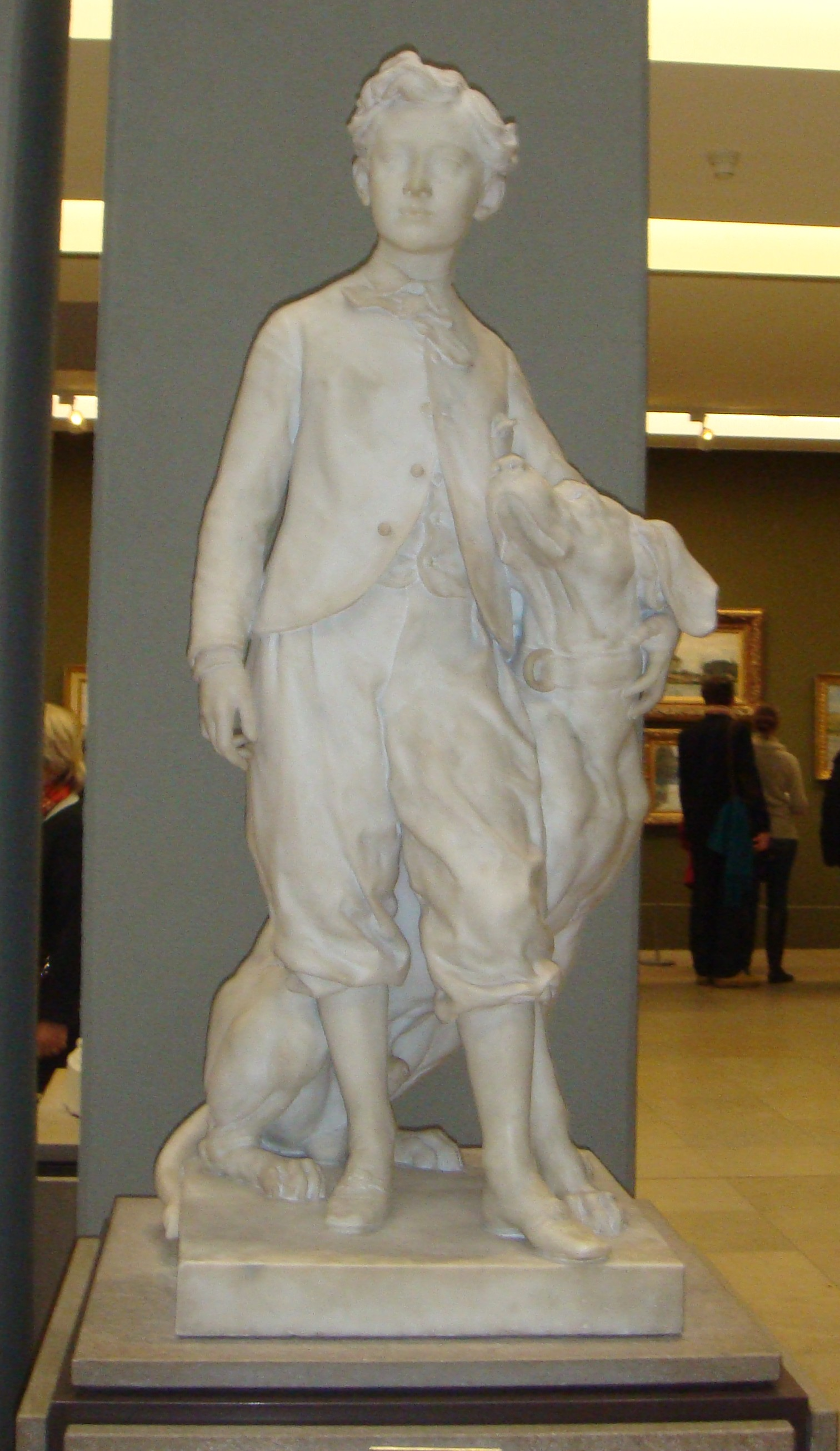